# Farrell McElgunn
Farrell McElgunn (ur. 5 stycznia 1932 w hrabstwie Leitrim, zm. 2 marca 2020) – irlandzki polityk i nauczyciel, senator i poseł do Parlamentu Europejskiego.

## Życiorys
Ukończył studia z historii i języka irlandzkiego na University of Galway, magisterium z języka irlandzkiego uzyskał w ramach St Patrick's College, Maynooth. Pracował jako nauczyciel i zastępca dyrektora szkoły w Carrick-on-Shannon.
Działał w Fianna Fáil. W 1968 nominowany przez premiera do Seanad Éireann, ponowną nominację uzyskał rok później (zasiadał w parlamencie do 1973). W 1969 i 1973 bez powodzenia kandydował do Dáil Éireann. Od stycznia do marca 1973 był członkiem irlandzkiej delegacji do Parlamentu Europejskiego, gdzie należał do frakcji Europejscy Postępowi Demokraci.
Był żonaty z Mary Duignan, miał sześcioro dzieci.